# Eibenthal
Eibenthal (též Tisové Údolí, Eibentál nebo Jeventál, německy a rumunsky Eibenthal, maďarsky Tiszafa) je jedna z českých vesnic založených českými kolonisty v jižní části rumunského Banátu počátkem 19. století. Dodnes zde žije asi 200 českých obyvatel a také několik rumunských rodin. Společně se sousední vsí Nové Doly (též Ujbánye (z maďarštiny), rumunsky Baia Nouă) tvoří v současné době největší českou komunitu v Rumunsku. Eibenthal nemá svůj obecní úřad (primăria), spadá pod střediskovou obec Dubová. Starostou zde je však český krajan Viktor Doskočil z Eibenthalu.
Své německé jméno dostala vesnice podle někdejších rozsáhlých porostů tisu, které již však dnes téměř zcela vymizely. Obec leží pouhých 7 km od Dunaje, respektive od soutěsky Železná vrata, která zde tvoří přirozenou hranici se Srbskem. Nejbližší město Oršava (cca 10 000 obyvatel) je vzdáleno 40 km. Vesnice se rozkládá v malebném úzkém údolí říčky Tisovice, které je ohraničené strmými stráněmi a táhne se směrem nahoru až k dolům Baia Nouă. V roce 2018 bylo rozhodnuto, že vesnice bude komunikovat pouze oficiálním mezinárodním názvem – Eibenthal. 
Český jazyk je v Eibenthalu ve většině rodin používán jako jazyk mateřský. Je však obohacen mnoha rumunismy vzniklými jak překladem, tak přímým převzetím, a proti současné češtině také mnoha archaickými výrazy. Kvůli izolaci od vlasti a poměrně malému počtu řečníků nemají obyvatelé vesnice velkou slovní zásobu. Ve vesnici funguje základní škola (1.–8. třída) a v roce 2020 jí navštěvovalo 15 dětí. Ačkoliv je ve škole úředním jazykem rumunština, škola má i českého učitele vyslaného z programu MŠMT, který zde vyučuje hodiny češtiny, historie a má na starosti volnočasové aktivity. V roce 2018 byla opět otevřena i malá mateřská školka, která reaguje na zvýšení populace dětí předškolního věku.

## Historie

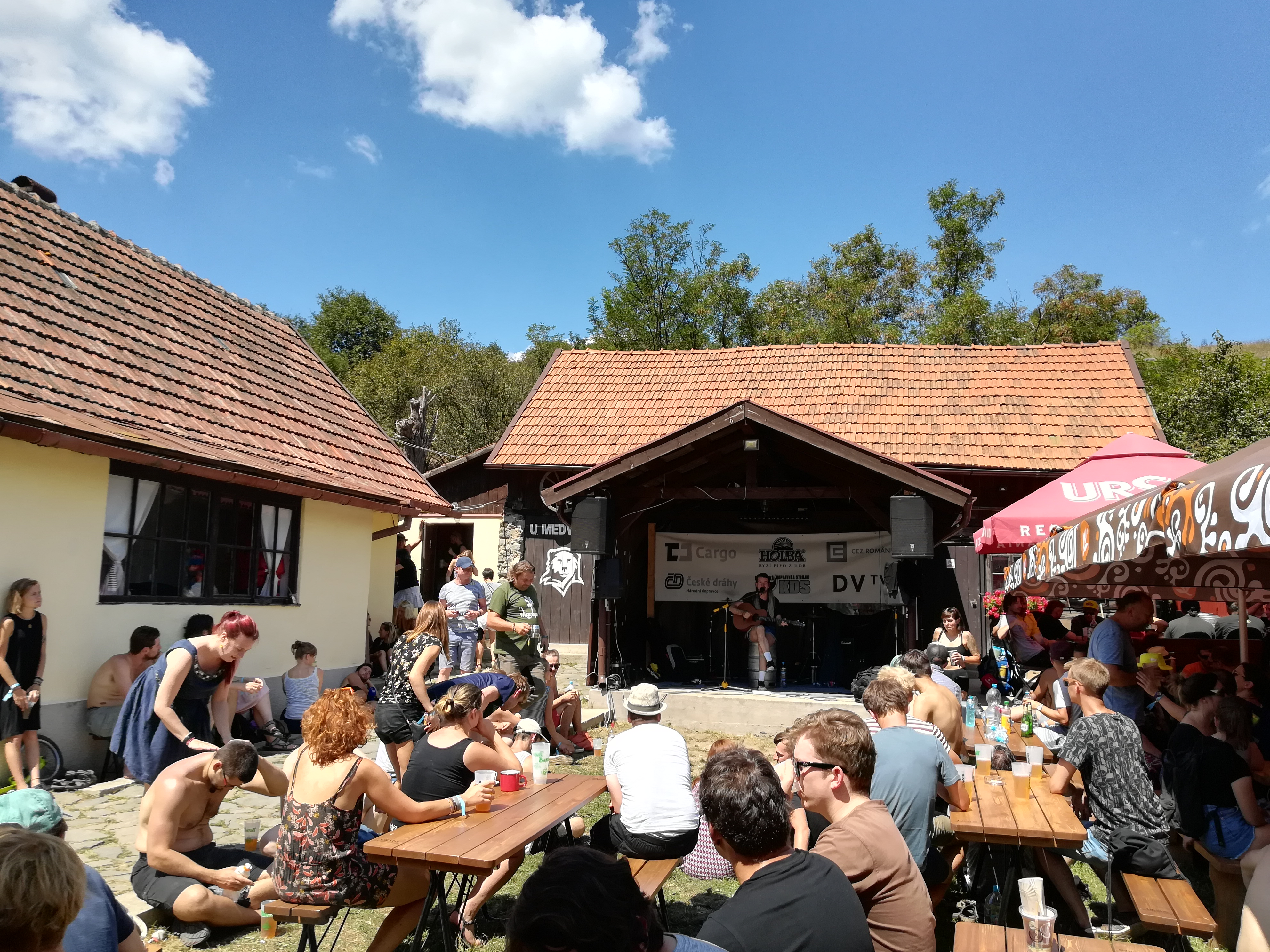
Festival Banát 2018 v Eibenthalu

V roce 1718 byla po rakousko-turecké válce oblast Banátu přidělena Habsburské monarchii, později za Rakouska-Uherska se dostala pod správu Uherska. Protože to byla hraniční provincie, kterou bylo v případě nebezpečí třeba bránit, byla masivně kolonizována.
Do Eibenthalu přišli čeští osadníci z Plzeňska, Klatovska, Čáslavska a Berounska v takzvané druhé vlně kolonizace v letech 1826–1827. Doma prodali veškeré statky a vydali se na strastiplnou cestu přes Vídeň po Dunaji až ke Staré Moldavě (Moldova Veche). Odtud byli povozy přepravováni až na místo určení. Vesnice byla založena na podzim roku 1827. Čeští kolonisté sem přišli ve dvou etapách, celkově šlo o 356 osob.
Od přesídlení si slibovali zlepšení životních podmínek, byly jim totiž nabídnuty velké výhody: 10 let osvobození od služby v zemské obraně, 10 let daňových prázdnin a k tomu navíc zdarma obilí, dříví na stavbu domků a každé rodině 12 jiter půdy. Mnohé z těchto podmínek nebyly dodrženy, většina slibované obdělávatelné půdy byla například ještě zalesněná. Protože však přistěhovalci neměli finance na cestu zpátky, museli se s novou situací vyrovnat, postavit nové domy, vykácet lesy a přeměnit je v pastviny a pole. Samotný Eibenthal se několikrát stěhoval, první vesnice se rozkládala na kopci nad polohou té dnešní. Poté, co došly zásoby podzemní vody, se postupně přesunula až do údolí říčky Tisovice.
Roku 1847 zde byla za pomoci místní hraničářské roty vystavěna zděná fara a dřevěný kostel. Až do r. 1873 byli faráři do Eibenthalu dosazováni vojenskými úřady. První škola byla vystavěna o něco později, v roce 1848. Nahradila funkci obecního domu, který byl postaven v letech 1828–1830. V obci byla založena farnost, vedle Gerníku druhá v české oblasti. Prvním knězem byl Dominik Kottauner, který je pohřben na místním hřbitově. Někdy kolem roku 1890 byla asi 5 km severozápadně od Eibenthalu otevřena nová šachta s bohatými a kvalitními kamenouhelnými zásobami a pod ní vystavěna hornická kolonie, maďarsky nazvaná Újbánya (rumunsky Baia Noua).
V roce 1912 zde byl vystavěn římskokatolický kostel, který je zasvěcen Sv. Janu Nepomuckému. Vysvěcen byl na Sv. Havla. Do roku 2016 zde působil farář Václav Mašek, který v roce 2002 obdržel cenu Jana Masaryka za dlouholetou záslužnou práci pro krajany. V současné době dojíždí na bohoslužby kněz z další české vesnice Bígr a střídá se s rumunským katolickým knězem z města Oršava. V kostele jsou umístěny ručně dělané varhany z období 1841–1850, které sestrojil proslulý varhanický mistr Joseph Seiber. 
Mezi lety 1947 a 1949 se vrátilo do své původní vlasti z Eibenthalu 36 rodin (celkem 110 osob), které měly za úkol obsadit tehdy vylidněné pohraničí Československa, z něhož byli po druhé světové válce násilně vyhnáni sudetští Němci. Zpět do Eibenthalu se po jednom roce vrátilo 15 osob. Nejzajímavější osud této reemigrační vlny měl Josef Fikl, který se přes Československo dostal až do cizinecké legie ve Francii a nakonec padl ve Vietnamu v roce 1952 při střetu s místními komunistickými partyzány. 
Na základě geologických průzkumů byl v roce 1948 v Eibenthalu otevřen azbestový důl. Vytěžený azbest byl přepravován voly a povozy až k Dunaji. Později dopravu zajišťovaly nákladní automobily, které azbest vozily do drtičky pod Dubovou. Těžba azbestu, která zaměstnávala asi 60 lidí, skončila v roce 1994. 
Eibenthaští se stali 16. června 1951 součástí jednoho z nejkrutějších lidských dramat v dějinách Rumunska. 33 osob z Eibenthalu bylo násilně deportováno do Baraganské stepi, která byla v 50. a 60. letech jednou z nejméně osídlených oblastí Rumunska. Zde se v extrémních podmínkách museli postarat o vlastní přežití. Až v roce 1955 se z rozhodnutí vlády nakonec domohli návratu zpět do Eibenthalu. Za tříleté utrpení dostala část přeživších odškodnění od státu až v roce 1990, několik českých krajanů ho však nepřežilo.
Do roku 2006 bylo mnoho místních obyvatel zaměstnáno v Baia Nouă v dole na antracit. Po havárii v srpnu 2006, kdy zde po sesuvu půdy v šachtě zahynuli dva horníci, byl však důl uzavřen. Dnes je zde většina lidí bez práce. Ještě v roce 1934 zde žilo 600 obyvatel, poté již jen okolo 300 a mnoho z nich odcházelo za prací do Česka nebo Rumunska. Exodus se zastavil díky rozvoji turistiky, v roce 2019 se několik rodin do vesnice vrátilo.

## Turistika
Vlivem ukončení těžby v antracitových dolech v roce 2006 zasáhla vesnici velká krize, kvůli ztrátě zaměstnání mnoho českých krajanů odešlo do České republiky nebo Rumunska. V roce 2008 se však ve vesnici začala rozvíjet turistika a byla založena hospoda v českém stylu U Medvěda (Tiberiu Pospíšil, Štěpán Slaný, Jan Duben), u které vzniklo první turistické zázemí a infocentrum. Ještě v roce 2008 podle statistik do vesnice přijelo 40 turistů. Od té doby se začaly značkovat místní turistické trasy, vytvářet nové cíle, oblast byla zmapována. Také zde začalo být řešeno odpadové hospodářství a čistota. V roce 2019 dle statistik zavítalo do Eibenthalu přes 3000 návštěvníků. Počet lůžek ve vesnici se během deseti let zvýšil ze třiceti na téměř tři stovky. Vesnice leží blízko známé přírodní soutěsky Kazane Mare a Mici, tedy nejužšího místa na spodním toku Dunaje. Právě nádherná oblast přehrady Železných vrat posunula tuto lokalitu mezi desítku nejzajímavějších míst Rumunska dle hodnocení rumunského ministerstva turistiky. Rumuny oblíbený cíl se nachází v rybářské zátoce Mraconia – největší skalní socha v Evropě, portrét dáckého vůdce Decebala.
Roku 2012 se v Eibenthalu podařilo založit novou tradici: krajanský Festival Banát, organizovaný místním týmem s podporou přátel z České republiky. První ročník festivalu navštívilo cca 800 diváků. V roce 2017 nahradili organizátoři původní autobusovou dopravu speciálně vypraveným vlakem, který jede z Prahy do rumunské Oršavy. Odtud se návštěvníci přesunují autobusy a loděmi po Dunaji. V roce 2018 se festival rozšířil do další české vesnice Gerník a o rok později i do české vesnice v Srbsku Češko Selo, kde organizátoři uspořádali Paprikašijádu. Právě díky festivalu se původně zapadlá vesnice dostala do popředí zájmu nejen v České republice, ale i v Rumunsku. Na festivalu, který má uměle omezenou kapacitu na 1500 osob, vystupovaly např. kapely Wohnout, PSH, Prago union, Vlasta Redl, Zrní, Divokej Bill, nebo osobnosti, které přednášely v místním kulturním domě Kamín. Banát pravidelně navštěvuje ekonom Tomáš Sedláček, lékař Tomáš Šebek, cestovatel Ladislav Zibura nebo Janek Rubeš.
Expres Banát – festivalový vlak z Prahy do rumunské Oršavy patří délkou a kapacitou v novodobé evropské železniční historii k největším a nejdelším soupravám. Její maximální délku (přes 500 metrů) určuje nejkratší výhybná kolej v Rumunsku. V roce 2019 odvezla tato souprava rekordních 1272 osob. Tento expres vypravují organizátoři akce v Eibenthalu, na akci se podílejí společnosti České dráhy, Regiojet, KDS Kladno, Wagonservis, ČD Cargo nebo WYNX Pool. Maďarsko a Rumunsko souprava projíždí na lokální licenci (Maďarsko Continental Railway a Rumunsko CFR). Cesta z Prahy do Oršavy trvá asi 16 hodin, zde pak cestující přesedají na lodě a dále autobusy do Eibenthalu. 

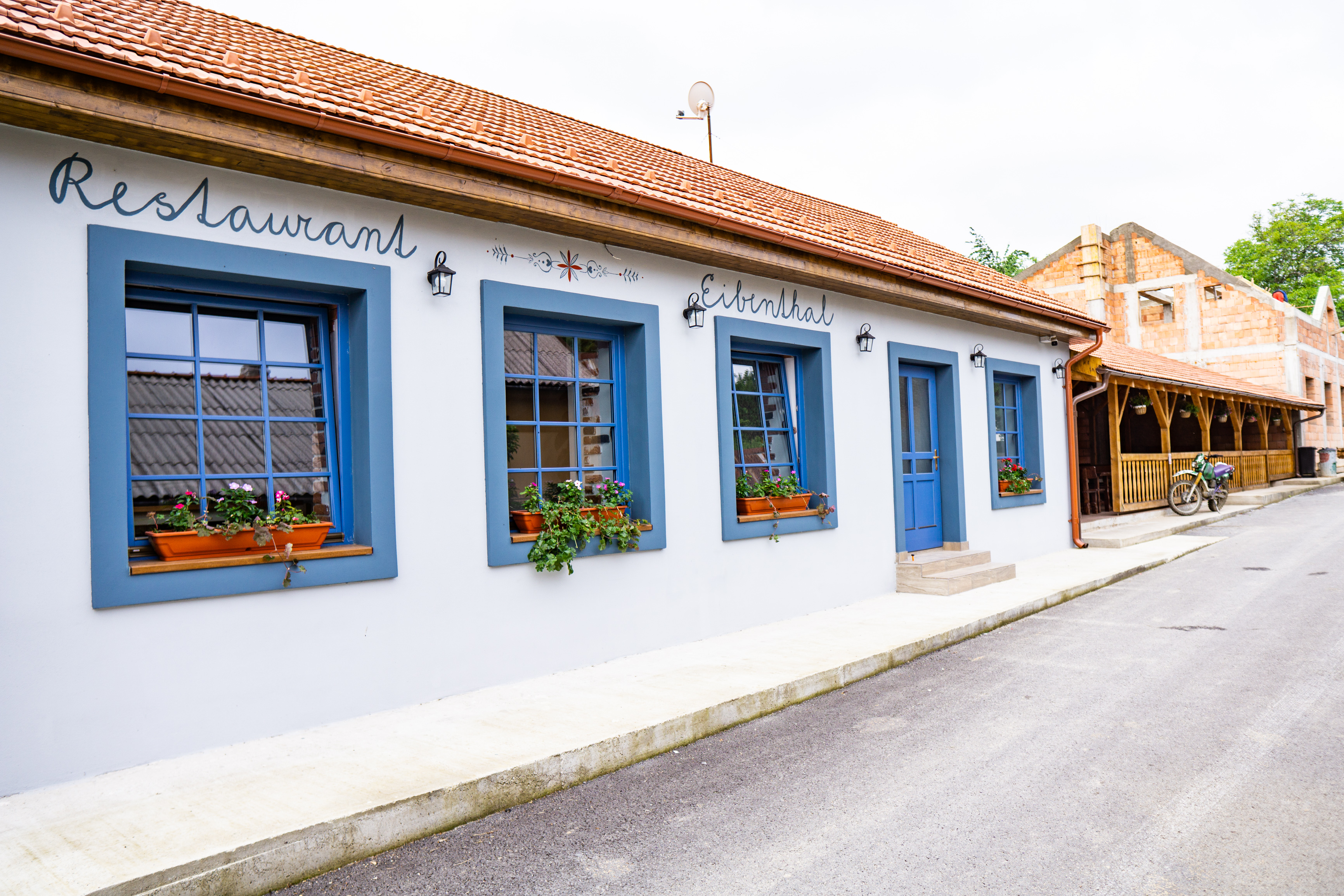
Restaurant Eibenthal

V roce 2019 byla po 10 letech rozvoje šetrné turistiky kolem party lidí z hospody U Medvěda otevřena první restaurace v českém Banátu. Nese název vesnice Eibenthal. Díky rozvoji turistiky se do Eibenthalu v roce 2019 vrátilo několik rodin z České republiky i Rumunska. Téhož roku se také uskutečnil první extrémní běžecký závod pod názvem Adrenalin Banát, který vedl přes pět českých vesnic a končil v Eibenthale. Trať o vzdálenosti 82 km zdolali nejrychlejší účastníci za necelých 17 hodin. 
Šotolinovou cestu do vesnice již nahradil asfalt. Devítikilometrovou klikatou cestu si oblíbili motorkáři, mezi nimiž zdomácněl název cesty „Transeibenthal“, který vychází z názvů slavných motorkářských rumunských tras Transalpina a Transfagaras. Ve vesnici lze také využít program myslivosti v revíru Svinita nebo půjčovnu kol a koloběžek.
Ve 20. letech 21. století se Eibenthal stal známý po celém Rumunsku i díky televizní reportáži rumunského státního kanálu o místním zvyku – lidé zde nechávají nákupní tašky s objednávkou a penězi zavěšené na pouličních lampách a pojízdný pekař do nich vkládá pečivo a peníze nazpět. V roce 2022 se Eibenthal dostal mezi šest nejlepších vesnic v Rumunsku, které se věnují turistickému ruchu s respektem k místnímu potenciálu a autenticitě na základě výběru Ministerstva podnikání a cestovního ruchu (MAT).

## Zajímavosti v okolí
V okolí Eibenthalu bylo kolem roku 2010 zahájeno turistické mapování. Všechny trasy je možné najít na serveru mapy.cz. Sedm kilometrů od vesnice je ve výšce 809 m vyhlídka Znamana, ze které je vidět „dunajský mys“ a srbský národní park Djerdap. Přes Znamana se dá pokračovat přes rozlehlé polnosti Rávna do další české vesnice Bígr. Do Bígru se dá dostat ještě přes nejvyšší vrchol této oblasti, Kopřivu (912 m), případně z cesty sejít a dostat se na skalní útvar Trescovat (755 m). 
Další vyhlídkou je Cuculova (754 m), ze které je vidět na Dunaj a přehradu Železná vrata. Kolem vyhlídky je možné sejít až do vesnice s významnou srbskou menšinou Svinita, kde vznikl za přispění horolezců z Teplic lezecký resort se třiceti cestami a obtížnosti od 2 do 8+. V roce 2022 byly vyznačeny trasy kolem vesnice přes místní štoly a také velký projekt od Dunaje po kaskádách potůčku Tisovita až do vesnice. Tato cesta byla kompletně vyčištěna z projektu Ministerstva zahraničních věcí. 
U Dunaje pod Eibenthalem je pak možno navštívit nejužší a nejhlubší místo na Dunaji, Kazane Mare a Mici, skalní sochu Decebala v zátoce Mraconia nebo velkou krápníkovou jeskyni Ponicova, o které píše Alois Jirásek v knize Na Krvavém kameni. Od sochy Decebala je možno pomocí výletu po Dunaji zavítat do jeskyně Veterani, která dostala svůlj název po vojevůdci Friedrichu von Veterani, který se zasloužil o obranu Banátu při snaze Turků prolomit se do Evropy a na srbský břeh Dunaje, kde je slavná deska Tabula Traiana. 

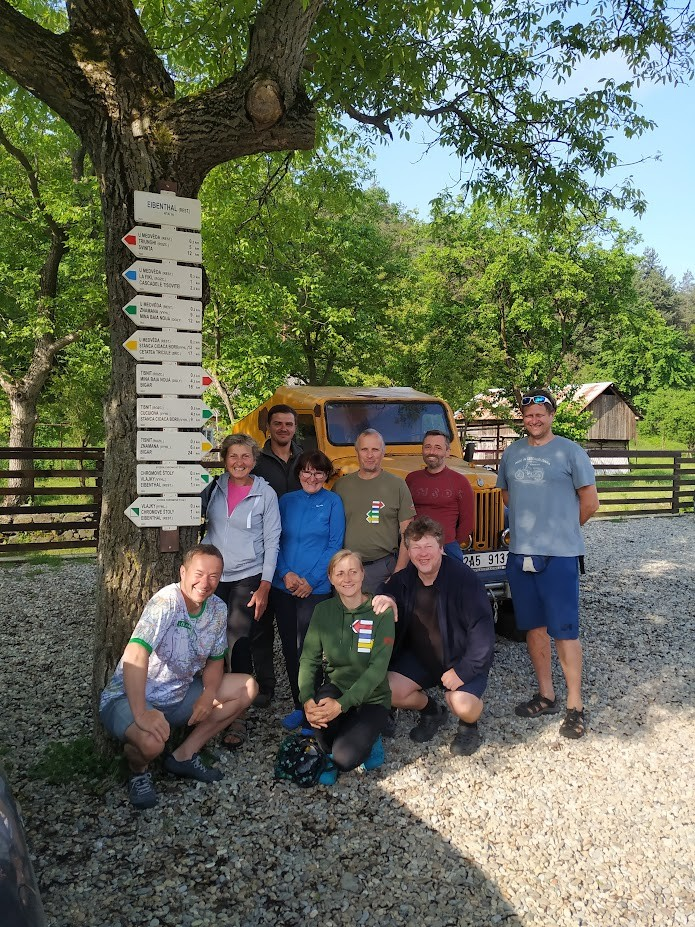
Na konci května 2023 skupina turnovských značkařů obnovila v rumunském Banátu turistické značení Klubu českých turistů na pěších značených trasách v délce 85 km.

Kolem Eibenthalu je vyznačeno přes 200 km tras pro pěší turistiku i cyklistiku. Na značení se podílí místní tým Český Banát a Klub českých turistů. 

## Významní rodáci a občané
- Václav Mašek – rodák z Gerníku a katolický kněz, který působil do roku 2016 v Eibenthale.
- Tiberiu Pospíšil – rodák z Eibenthalu, vůdčí osobnost českých krajanů, který stojí za rozvojem obce v posledních letech.
- Jan Jäger – eibenthalský výrobce loukoťových kol.
- Josef Kocman – jeho kniha Vyprávění o Banátu – povídání s Janem je kompletní zmapování historie českých krajanů v Eibenthalu.